# Woodmere (Ohio)
Woodmere – wieś w Stanach Zjednoczonych, w stanie Ohio, w hrabstwie Cuyahoga.